# Challenger de San Sebastián
El Concurso Internacional de Tenis – San Sebastián es un torneo profesional de tenis. Pertenece al ATP Challenger Series. Se juega desde el año 2008 sobre pistas de tierra batida, en San Sebastián, España.

## Palmarés

### Individuales
| Año  | Campeón          | Finalista             | Resultado |
| ---- | ---------------- | --------------------- | --------- |
| 2011 | Albert Ramos     | Pere Riba             | 6–1, 6–2  |
| 2010 | Albert Ramos     | Benoît Paire          | 6–4, 6–2  |
| 2009 | Thiemo de Bakker | Filip Krajinović      | 6–2, 6–3  |
| 2008 | Pablo Andújar    | Rubén Ramírez Hidalgo | 6–4, 6–1  |

### Dobles
| Año  | Campeones                              | Finalistas                                 | Resultado           |
| ---- | -------------------------------------- | ------------------------------------------ | ------------------- |
| 2011 | Stefano Ianni Simone Vagnozzi          | Daniel Gimeno-Traver Israel Sevilla        | 6–3, 6–4            |
| 2010 | Rubén Ramírez Hidalgo Santiago Ventura | Brian Battistone Andreas Siljeström        | 6–4, 7–6(3)         |
| 2009 | Jonathan Eysseric Romain Jouan         | Pedro Clar-Rosselló Albert Ramos           | 7–5, 6–3            |
| 2008 | Marc López Gabriel Trujillo-Soler      | Rubén Ramírez Hidalgo José Antonio Sánchez | 6–7(3), 6–3, [10–6] |